# I Want You (canción de Savage Garden)
«I Want You» es una canción interpretada por el dúo australiano Savage Garden. Fue publicado en Australia el 27 de mayo de 1996 como el sencillo principal del álbum debut homónimo, Savage Garden. El sencillo alcanzó el puesto #1 en Canadá durante 2 semanas y alcanzó la posición #4 en Australia y en los Estados Unidos. El sencillo también alcanzó el número 9 en Islandia y el número 11 en el Reino Unido. En noviembre de 1998, el sencillo fue relanzado en el Reino Unido, debido al éxito de «Truly Madly Deeply» y «To the Moon and Back».
En los APRA Music Awards de 1998, la canción ganó el premio al “Most Performed Australian Work Overseas”. En enero de 2018, como parte del “Ozzest 100” de Triple M, “Las canciones más australianas de todos los tiempos”, la versión del álbum fue posicionada en el #87.

## Lista de canciones

### Australia
Edición estándar
1. «I Want You» – 3:52
2. «Fire Inside the Man» – 4:11

### Reino Unido
Casete
1. «I Want You» – 3:52
2. «Promises» – 3:31

### Europa
CD
1. «I Want You» (radio version) – 3:37
2. «I Want You» (Pee Wee Club mix) – 6:28
3. «Tears of Pearls» – 3:46
4. «Mine (And You Could Be)» – 4:29

### Estados Unidos
Casete
1. «I Want You» – 3:52
2. «Tears of Pearls» – 3:46

### Japón
CD
1. «I Want You» – 3:52
2. «I Want You» (Jason Nevins remix) – 3:38
3. «I Want You» (Bastone Club mix) – 8:31
4. «I Want You» (I Need I Want mix) – 7:56
5. «I Want You» (Hot Radio mix) – 3:34

## Posicionamiento

### Gráfica semanal

#### «I Want You»
| Gráficas (1996–97)                             | Pico de posición |
| ---------------------------------------------- | ---------------- |
| Alemania (GfK Entertainment)                   | 38               |
| Australia (ARIA Charts)                        | 4                |
| Austria (Ö3 Austria Top 40)                    | 14               |
| Bélgica (Flandes) (Ultratop 50)                | 27               |
| Bélgica (Valonia) (Ultratop 50)                | 33               |
| Canadá (RPM Top Singles)                       | 1                |
| Canadá (RPM Adult Contemporary)                | 8                |
| Canadá (RPM Dance/Urban)                       | 4                |
| Europa (Eurochart Hot 100)                     | 16               |
| Francia (SNEP)                                 | 15               |
| Hungría (Mahasz)                               | 5                |
| Islandia (Íslenski listinn Topp 40)            | 9                |
| Irlanda (Irish Singles Chart)                  | 38               |
| Nueva Zelanda (Recorded Music NZ)              | 13               |
| Países Bajos (Dutch Top 40)                    | 22               |
| Países Bajos (Single Top 100)                  | 38               |
| Polonia (Music & Media)                        | 7                |
| Escocia (Scottish Singles Chart)               | 5                |
| Suecia (Sverigetopplistan)                     | 11               |
| Suiza (Schweizer Hitparade)                    | 21               |
| Reino Unido (UK Singles Chart)                 | 11               |
| Estados Unidos (Billboard Hot 100)             | 4                |
| Estados Unidos (Billboard Adult Top 40)        | 4                |
| Estados Unidos (Billboard Dance Singles Sales) | 48               |
| Estados Unidos (Billboard Mainstream Top 40)   | 1                |
| Estados Unidos (Billboard Rhythmic)            | 32               |

#### «I Want You '98»
| Gráficas (1998)                  | Pico de posición |
| -------------------------------- | ---------------- |
| Escocia (Scottish Singles Chart) | 8                |
| Reino Unido (UK Singles Chart)   | 12               |

### Gráfica de fin de año
| Gráficas (1996)         | Pico de posición |
| ----------------------- | ---------------- |
| Australia (ARIA Charts) | 12               |

| Gráficas (1997)                    | Pico de posición |
| ---------------------------------- | ---------------- |
| Canadá (RPM Top Singles)           | 8                |
| Canadá (RPM Adult Contemporary)    | 61               |
| Canadá (RPM Dance/Urban)           | 28               |
| Francia (SNEP)                     | 88               |
| Suecia (Sverigetopplistan)         | 80               |
| Estados Unidos (Billboard Hot 100) | 22               |

## Certificaciones y ventas
| País                  | Certificación | Ventas  |
| --------------------- | ------------- | ------- |
| Australia (ARIA)      | Platino       | 70,000  |
| Estados Unidos (RIAA) | Oro           | 600,000 |
| Reino Unido (BPI)     | Plata         | 200,000 |

## Historial de lanzamientos
| Región                      | Fecha                   | Formato           | Discográfica | Ref.   |
| --------------------------- | ----------------------- | ----------------- | ------------ | ------ |
| Australia                   | 27 de mayo de 1996      | CD casete         | Roadshow     | [ 41 ] |
| Estados Unidos              | 11 de febrero de 1997   | CD casete         | Columbia     | [ 42 ] |
| Reino Unido                 | 2 de junio de 1997      | 12-inch CD casete | Columbia     | [ 43 ] |
| Reino Unido (relanzamiento) | 30 de noviembre de 1998 | CD casete         | Columbia     | [ 44 ] |

## Uso en la cultura popular
- La canción fue utilizada en el programa de televisión de 1994, Heartbreak High.
- La canción fue utilizada como el tema de cierre de la adaptación de anime de JoJo's Bizarre Adventure: Diamond Is Unbreakable.
- La canción también fue utilizada durante la escena de apertura del decimotercer episodio de la última temporada de Supernatural.
- La canción fue utilizada en el segundo episodio de la primera temporada de Dawson's Creek.